# Buniaki
Buniaki [pronunciación en polaco: /buˈɲaki/] ( en alemán: Mathildenhof ) es un pueblo en el distrito administrativo de Gmina Ełk, dentro del Distrito de Ełk, Voivodato de Varmia y Masuria, en el norte de Polonia.